# Garde

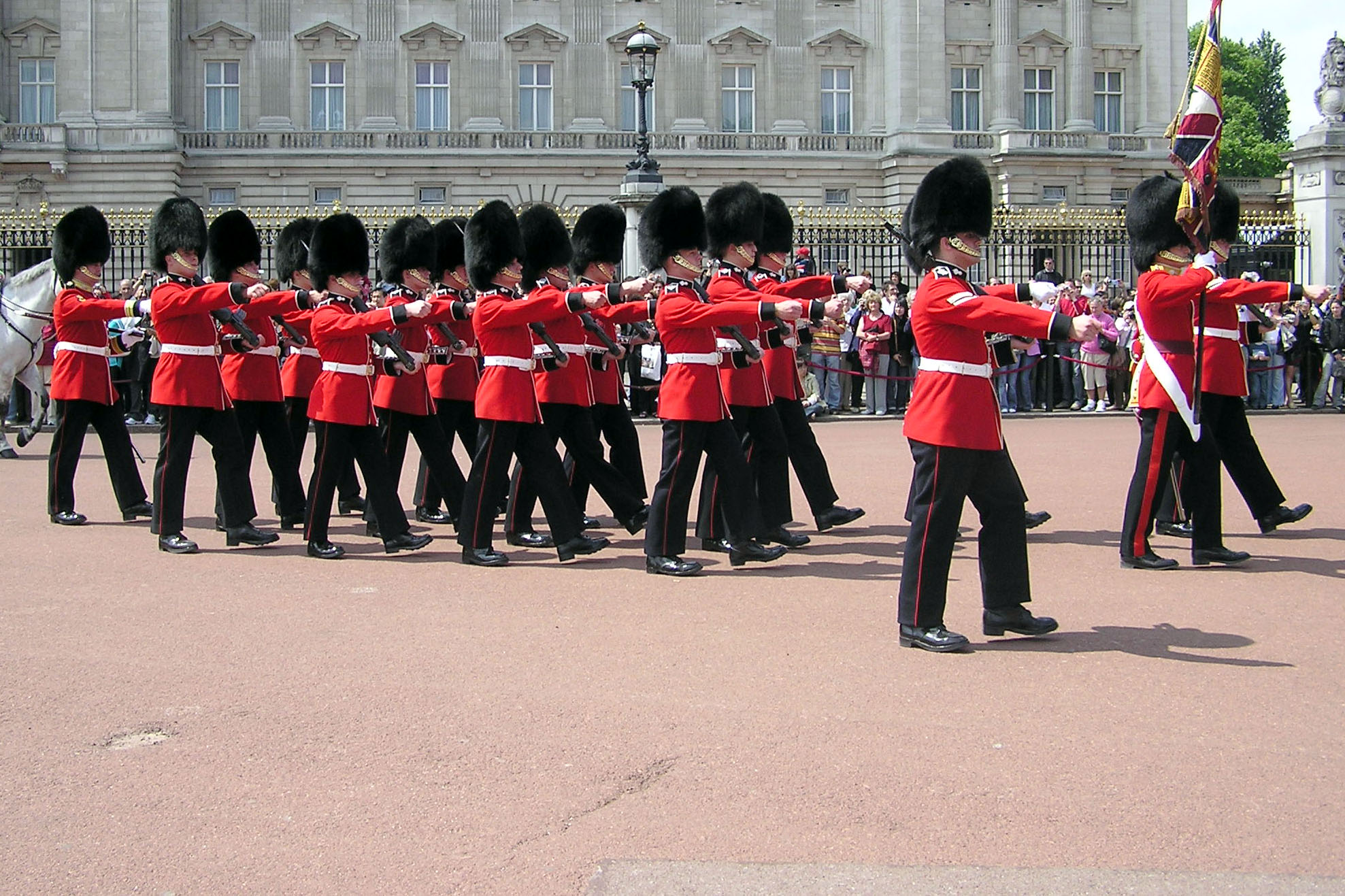
Formation der britischen Grenadier Guards beim Abmarsch von der Wachablösung am Buckingham Palace. Die britischen Garden der Household Division zählen zu den bekanntesten Gardeeinheiten der Welt.

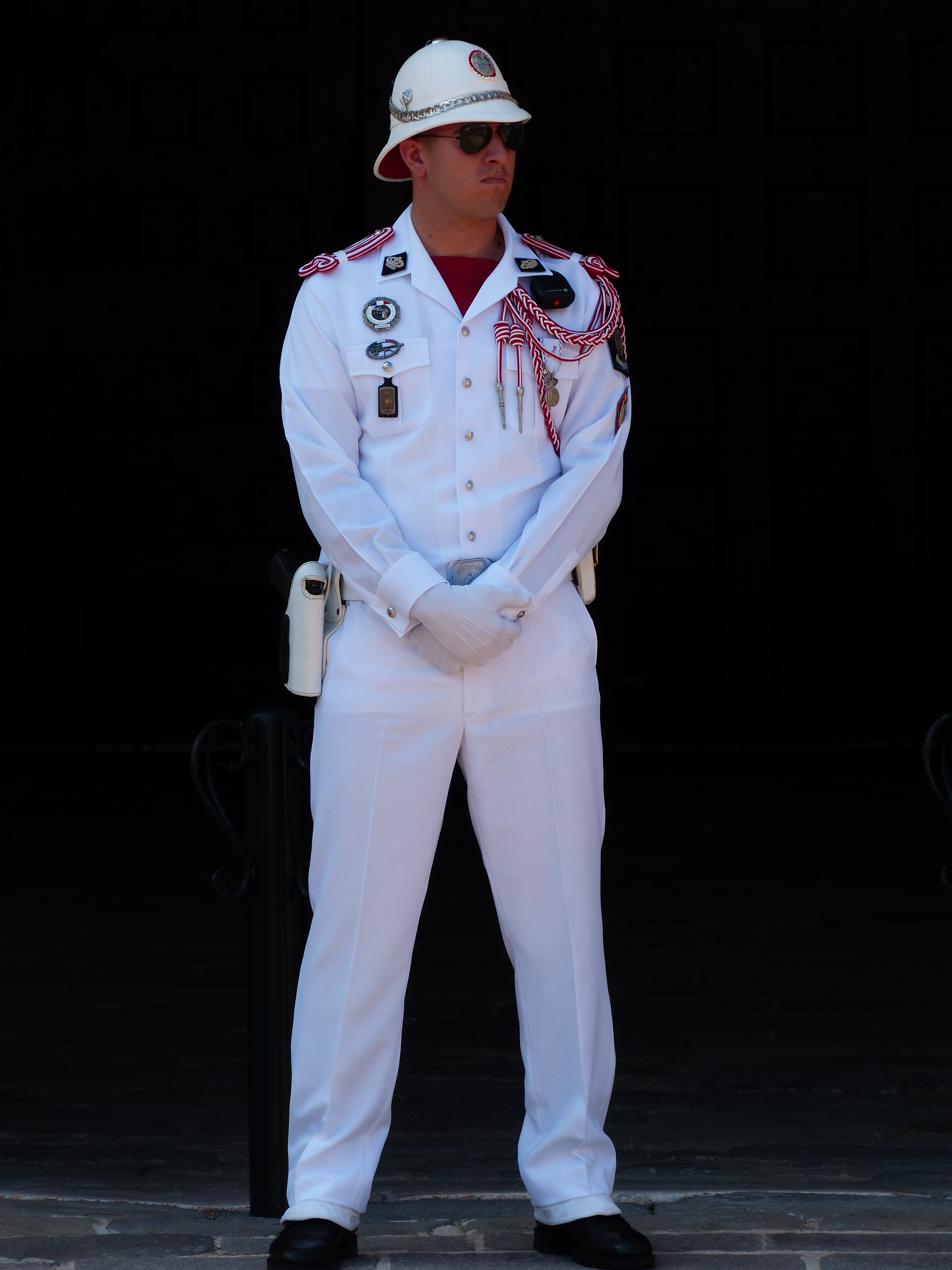
Ehrenwache der Compagnie des Carabiniers du Prince beim Fürstenpalast in Monaco

Als Garde werden besondere militärische Verbände bezeichnet, die als Leibwache oder Haustruppe für den Ehrenwachdienst oder repräsentative Zwecke eingesetzt werden. Vor allem seit Napoleon I. zählen aber auch Kern- und Lehrtruppen, die durch besondere Ausbildung und bevorzugten Einsatz gekennzeichnet sind, zu den Gardetruppen. Solche Truppen werden häufig durch besondere Uniformen oder Abzeichen aus der Masse der Armee hervorgehoben. Gewöhnlich findet man Gardetruppenteile nur in den Landstreitkräften der Staaten.
Der Begriff wurde um 1700 aus dem Französischen garde entlehnt. Schon im 15. Jahrhundert findet sich jedoch vereinzelt die Bezeichnung für Landsknechtshaufen am Niederrhein. Garder (französisch), guardare, guardia (italienisch) und guardar (spanisch) gehen auf das germanische wardon („Sorge tragen“, „auf der Hut sein“) zurück. Die Aufstellung der Schweizergarde und der Garde du Corps durch Karl VIII. von Schweden und Ludwig XII. von Frankreich zu Ende des 15. Jahrhunderts hat dem Begriff zum allgemeinen Durchbruch verholfen. Entsprechende Truppen hat es aber auch schon in der Antike gegeben.
Von den heutigen Streitkräften im deutschsprachigen Raum verfügt nur das österreichische Bundesheer über eine eigenständige, als solche benannte Garde, organisiert im Gardebataillon. In Deutschland übernimmt das Wachbataillon beim Bundesministerium der Verteidigung entsprechende Aufgaben und wird umgangssprachlich auch als „Garde“ bezeichnet.

## Antike
Die wohl älteste überlieferte Leibgarde sind die in den Büchern Samuel und Chronik von Bibel und Tanach erwähnten Kereter und Peleter (möglicherweise, aber nicht sicher Kreter und Philister) unter Benaja ben Jojada als Leibwache des Königs David. Weitere bekannte Gardetruppen der Antike waren die so genannten Apfelträger des persischen Königs, die Eliteformationen (agēma) der Schildträger und Hetairenreiterei Alexanders des Großen oder vorher schon die Heilige Schar der griechischen Stadt Theben. Im Römischen Reich bildeten die Prätorianer und die Equites singulares imperatoris die Leibwache und damit die Gardetruppen des Kaisers.
Leibgarde ist die seit dem 15. Jahrhundert übliche Bezeichnung der zum persönlichen Schutz eines Fürsten bestimmten Truppenabteilungen. Die Leibgarde ist nicht mit der Leibwache zu verwechseln, die auch aus einer privaten Einzelperson (Bodyguard) bestehen kann.

## Byzantinisches Reich
Die Leibgarde der byzantinischen Kaisers war die zumindest anfänglich aus skandinavischen Wikingern bestehende Warägergarde. Die Warägergarde entstand im Jahre 988, als der Kiewer Großfürst Wladimir I. 6000 Wikinger an Kaiser Basileios II. schickte. Das Ende der Warägergarde kam mit der Eroberung Konstantinopels während des 4. Kreuzzugs 1204.

## Deutschland
In der frühen Neuzeit – als der Kaisertitel fast ununterbrochen beim Haus Habsburg verblieb – war i. d. R. die Arcièren-Leibgarde die Leibgarde des Kaisers des Heiligen Römischen Reiches deutscher Nation. Zur Zeit des Deutschen Bundes und auch nach der Reichsgründung 1871 umfasste Deutschland mehrere Königreiche und Fürstentümer, in denen jeder regierende Fürst prinzipiell Anspruch auf eigene Haustruppen oder Garden hatte, daher gab es in Deutschland bis 1918 sehr unterschiedliche Gardetruppenteile.
Anfang des 20. Jahrhunderts bestanden in Deutschland nur noch die preußische und württembergische Schlossgarde, die bayerische Leibgarde der Hartschiere, die preußische Leibgendarmerie, die Großherzoglich-Hessische Garde-Unteroffizierkompanie und die Großherzoglich-Sächsische Ordonanzkompanie (auch Leibhusaren genannt).

### Brandenburg/Preußen
Die Kurfürsten von Brandenburg unterhielten mit der seit 1542 bestehenden Trabantengarde zu Fuß (Trabant bedeutet ursprünglich „Leibwächter“ oder „Begleiter“) eine berittene Haustruppe, 1571 kamen die „einspännigen Knechte zu Ross“ dazu, die durch den Großen Kurfürsten wesentlich erweitert wurden, und unter seinem Nachfolger Friedrich I. von 1692 bis 1713 als Garde du Corps existierten. Friedrich Wilhelm I. (der „Soldatenkönig“) stellte 1717 aus besonders großen Männern das Königsregiment auf (volkstümlich die „Langen Kerls“ genannt), das von seinem Sohn Friedrich II. aufgelöst wurde. Friedrich der Große unterhielt an Gardetruppen die Infanterieregimenter 6, 15 und 18, die aus nichtentlassenen Langen Kerls seines Vaters (Nr. 6), seinem kronprinzlichen Regiment (Nr. 15) sowie dem Regiment seines Bruders (Nr. 18) hervorgegangen waren, und das neu errichtete Kürassierregiment Gardes du Corps. Nach dem Zusammenbruch der preußischen Armee 1806 infolge der Schlacht von Jena und Auerstedt) wurde aus einem Zug des Infanterieregiments 6, der von der Kapitulation nicht betroffen war, und anderen Resten der Gardetruppen, wie dem vollständigen Gardes du Corps, die Garde neu formiert. Zunächst nur aus dem Regiment „Garde zu Fuß“ bestehend, wuchs die preußische Garde im Rahmen verschiedener Heeresvermehrungen bis 1914 auf ein überstarkes Armeekorps (Gardekorps) an.
In der Zeit zwischen ihrer Neuaufstellung bis zur Auflösung nach dem Ersten Weltkrieg hatten die preußischen Garden die Schloss-, Hof- und Stadtwachen in Potsdam und Berlin zu stellen, die Masse aller Waffen-, Ausrüstungs- und Uniformerprobungen für die Armee durchzuführen und neue Vorschriften und Verfahren zu erproben. Sie waren damit Haus- und Lehrtruppen. Im Lehr-Infanterie-Bataillon, das dem 1. Garde-Regiment zu Fuß angegliedert war, wurden die neuen Verfahren an die übrigen Truppenausbilder der Armee weitervermittelt. In den fünf europäischen Kriegen, an denen Preußen im Laufe der Zeit beteiligt war, zeigten sich die Gardeverbände als besonders opferwillig und kampfstark. So bescheinigte auch der britische Generalstab beispielsweise der 1. Garde-Division: „Throughout the war the division was rated as one of the very best German shock divisions.“
Äußeres gemeinsames Kennzeichen der preußischen Garde waren Doppellitzen an Kragen und Aufschlägen (daher auch Gardelitzen genannt) und der Gardestern am Pickelhelm. Bei Paraden trugen die Soldaten der Infanterie- und Dragonerregimenter schwarze oder weiße Haarbüsche, die der Kürassierregimenter einen Adler mit ausgebreiteten Schwingen auf dem Helm.

### Bayern
In Bayern war das Infanterie-Leib-Regiment das Hausregiment (Garderegiment) der bayerischen Könige vom Ende der Napoleonischen Kriege bis zum Untergang der Wittelsbacher Monarchie und der damit verbundenen Auflösung der bayerischen Armee 1919. Die Angehörigen der Residenzwache (Leibgarde) der bayerischen Könige waren bis 1918 die sogenannten Hartschiere.

### Württemberg
1638 stellte Herzog Eberhard III. von Württemberg als ersten stehenden Truppenteil des damaligen Herzogtums eine ständige Leibwache (Garde) zu Fuß mit einer Stärke von 180 Mann auf. Ab 1660 war die Leibwache (Garde) zu Pferd, ab 1711 Garde du Corps der nächste stehende Truppenteil des Herzogtums. Besonders umfangreich war die 1784 durch Herzog Carl Eugen aufgestellte Garde-Legion mit Truppenteilen aller Waffengattungen, die bis 1794 bestand. Auch mit der Gründung des Königreichs Württemberg existierten die Württembergische Leibgarde zu Pferde und die Württembergische Leibgarde zu Fuß weiter. Als Leibgarde im eigentlichen Sinn diente bis 1918 die Württembergische Schloßgarde-Kompanie.

### Sachsen
Im 18. Jahrhundert und frühen 19. Jahrhundert hatten Schweizer Einheiten (Schweizergarde) die Funktion der Leibgarde. Die sächsische Garde du Corps ging 1812 im Russlandfeldzug unter und wurde nicht wieder aufgestellt. Die seit 1807 bestehende Leib-Kürassier-Garde wurde 1822 in Garde-Reiter-Regiment umbenannt. Es wurde am 31. März 1919 aufgelöst.

### Baden
Die beiden Markgrafschaften Baden-Durlach und Baden-Baden unterhielten im 18. Jahrhundert Haustruppen, zu denen auch eine Leibgarde gehörte. Nach der Vereinigung der beiden Territorien zur Markgrafschaft Baden wurde ein Leibinfanterieregiment gebildet sowie eine berittene Garde du Corps. Die Namen der beiden Einheiten änderte sich mehrfach, zuletzt firmierten sie als 1. Badisches Leib-Grenadier-Regiment Nr. 109 und 1. Badisches Leib-Dragoner-Regiment Nr. 20.

### Weitere deutsche Staaten bis 1918

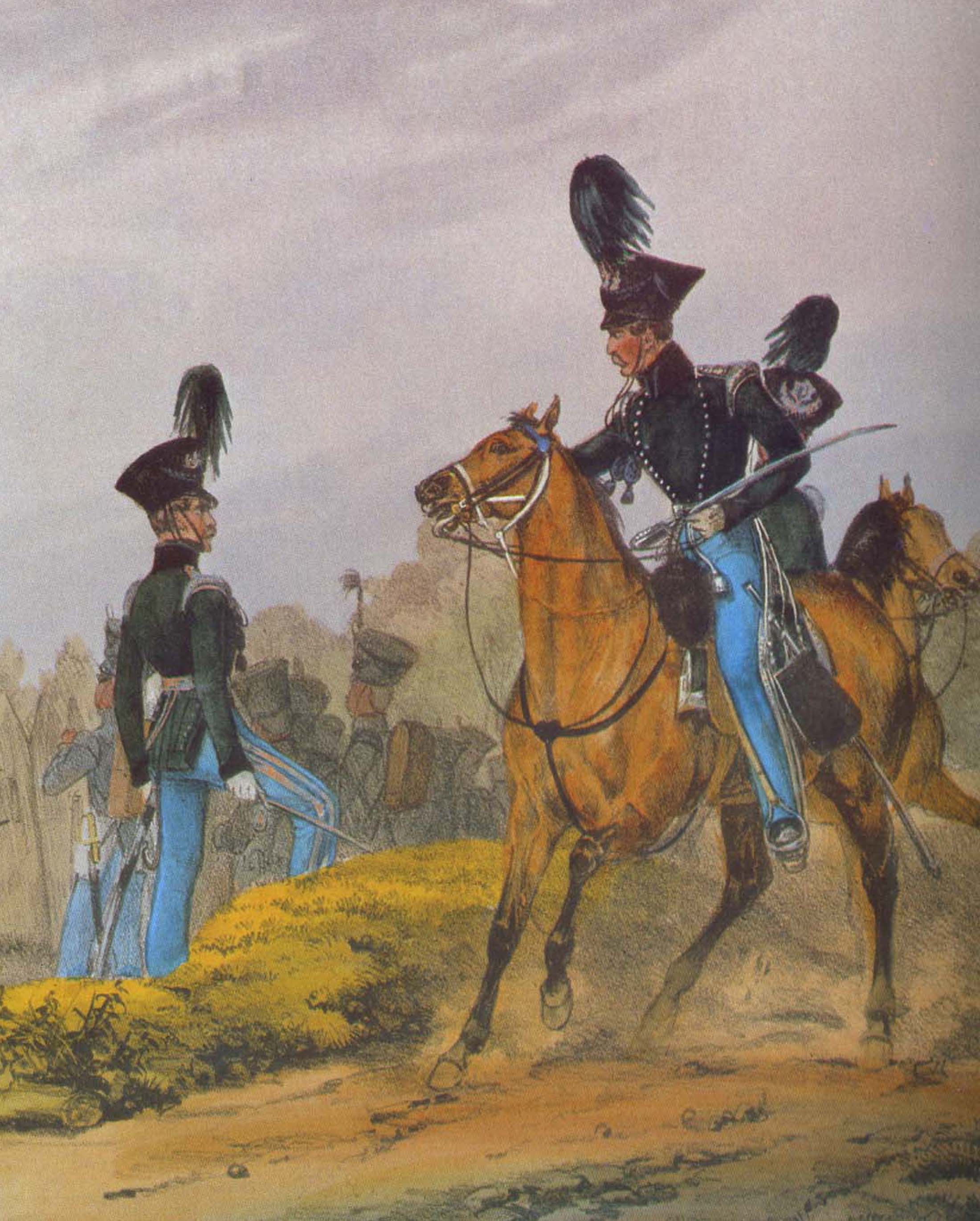
Offiziere der Gardejäger Hannover zur Zeit des Bundesheeres

Eine weitere Anfang des 20. Jahrhunderts noch bestehende Leibgarde war die Großherzoglich Hessische Garde-Unteroffizierkompanie. Die Königlich hannoverschen Gardetruppen wurden 1866 aufgrund der Okkupation durch Preußen zusammen mit der Armee aufgelöst.
Ebenfalls die Funktion eines Gardetruppenteils nahm das Großherzoglich Mecklenburgische (Garde)Grenadier-Regiment Nr. 89 ein. Dieses Regiment stellte bis 1918 die Schloßgarden in Schwerin und Neustrelitz.

### Weimarer Republik
Die Weimarer Republik verzichtete auf die Errichtung gesonderter Gardetruppenteile. Die Tradition der ehemaligen Gardetruppenteile wurde im Infanterie-Regiment 9 in Potsdam und im Reiter-Regiment 5 gepflegt. Als Kaderarmee verzichtete sie auch auf die Einrichtung gesonderter Lehr-Truppen. Für repräsentative und Wachzwecke bestand in Berlin seit 1921 das Kommando Wachtruppe, das sich in regelmäßigem Wechsel aus Kompanien verschiedener Regimenter zusammensetzte. Die ehemaligen Gardelitzen wurden Bestandteil der Uniformen aller Regimenter des Heeres und damit (bis heute) zum Kennzeichen deutscher (Heeres-)Soldaten.

### Zeit des Nationalsozialismus
Auch zwischen 1933 und 1945 wurden keine Gardetruppen formiert. An die Stelle der Garde als Haus- oder Kerntruppe, Leibwache und Repräsentationstruppe der Parteiführung trat die Leibstandarte SS Adolf Hitler. Für staatliche Repräsentationszwecke gab es auch weiterhin die Wachtruppe, die später zu einem ständigen Wachbataillon (später Wachregiment) umgegliedert wurde. Das aus Teilen des Wachregiments und des Infanterie-Lehr-Regiments in Döberitz hervorgegangene Regiment Großdeutschland (später Division, noch später Korps) nahm ebenfalls eine herausgehobene Stellung in den Streitkräften des Dritten Reichs ein. Aus den in Berlin zu Repräsentationszwecken verbliebenen Resten des Wachregiments wurde wieder ein Wachbataillon gebildet, welches im Verlauf des Attentat vom 20. Juli 1944 eine wichtige Rolle spielte. Als Truppenteile ohne Nummer, dafür aber mit Namensärmelband und Namenszug auf den Schulterklappen, können das Wachregiment und das Regiment Großdeutschland mit Einschränkungen als einzige Truppenteile der Wehrmacht angesehen werden, die Garderang hatten.

### DDR

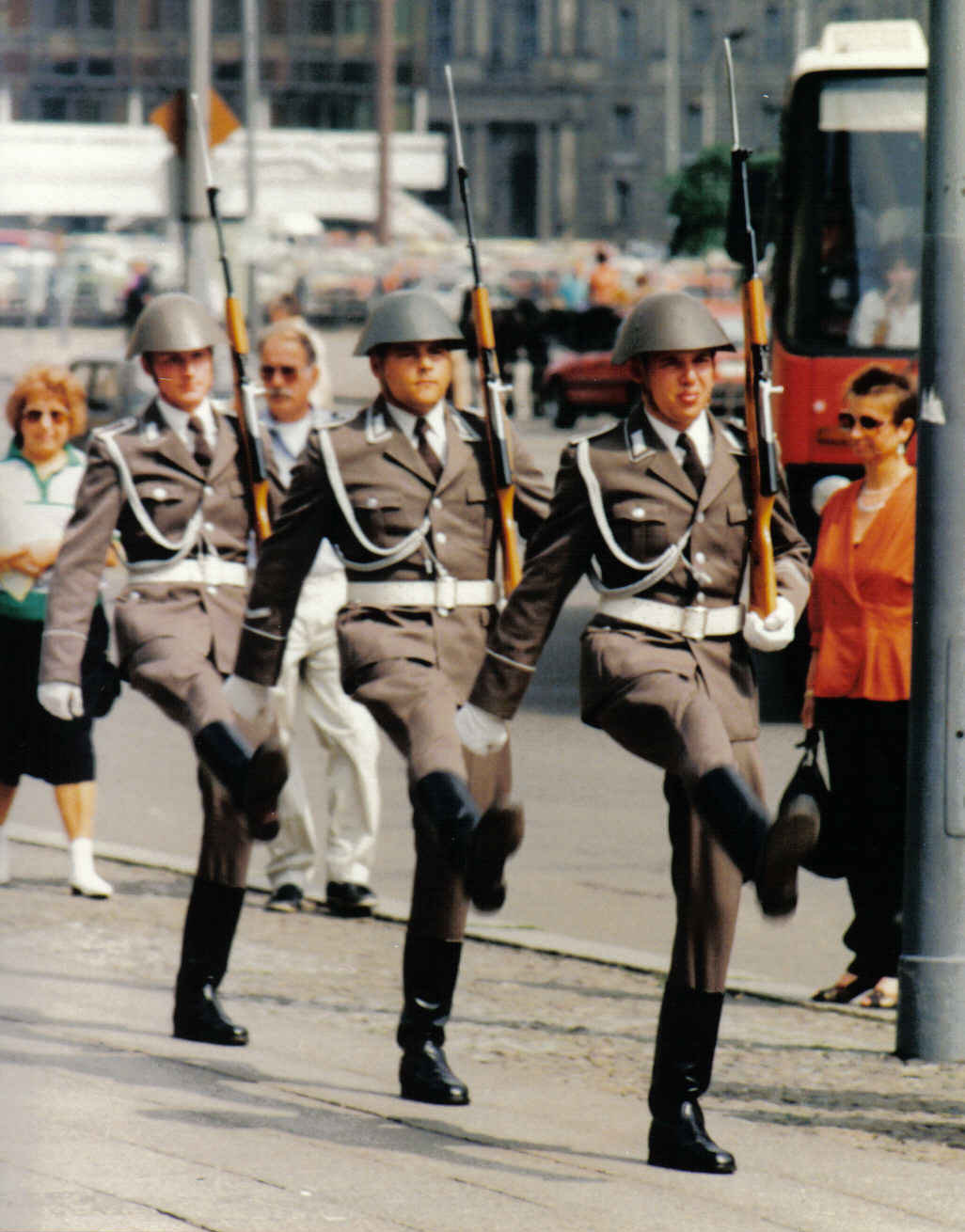
Soldaten des DDR-Wachregiments „Friedrich Engels“

Die DDR verfügte nicht über Garde-Truppenteile. Die repräsentativen und protokollarischen Aufgaben wurden vom Wachregiment Friedrich Engels erfüllt. Für die militärische Sicherung und Bewachung des Ministeriums für Nationale Verteidigung diente das Wachregiment Hugo Eberlein der NVA. Für den Objektschutz der zentralen Objekte von Partei und Regierung wurde vorrangig das Wachregiment Feliks Dzierzynski des Ministeriums für Staatssicherheit eingesetzt.

### Bundesrepublik Deutschland
In der Bundeswehr gibt es keine Verbände bzw. Einheiten, die offiziell als „Garde“ bezeichnet werden. De facto erfüllt jedoch das Wachbataillon beim Bundesministerium der Verteidigung aufgrund seiner Aufgaben im Bereich des protokollarischen Ehrendienstes sowie der militärischen Sicherung der Bundesregierung eine gardeähnliche Funktion. Das Wachbataillon pflegt auch bis heute die Traditionen des 1. Garde-Regiments zu Fuß und bildet somit eine Ausnahme innerhalb der Bundeswehr, da (offiziell) keine andere Einheit Traditionslinien von Teilen der Armee des Kaiserreiches weiterführt.
Zudem können auch die Lehrbataillone der verschiedenen Truppengattungen, die neue Systeme und Verfahren erproben und entsprechend bei Qualität und Quantität der Ausrüstung bevorzugt werden, als Nachfolger in der Funktion der Garde gesehen werden.

## Österreich

### Kaisergarden
Die Garde der Doppelmonarchie Österreich-Ungarn setzte sich zusammen aus fünf Einheiten:
- Arcièren-Leibgarde
- königlich-ungarische Leibgarde
- k.u.k. Trabantenleibgarde
- k.u.k. Leibgardereitereskadron
- K.u.k. Leibgardeinfanteriekompanie

Die im Jahr 1763 von Maria Theresia gegründete Arcièren-Leibgarde war eine der Leibgarden des Kaisers von Österreich und die vornehmste neben der Königlich Ungarischen Leibgarde. Die Angehörigen dieser beiden Garden begleiteten den Kaiser und fungierten in repräsentativen Angelegenheiten. Die Aufgaben einer Garde im sprichwörtlichen Sinne oblagen in Österreich-Ungarn der k.u.k. Leibgardereitereskadron und der k.u.k. Leibgardeinfanteriekompanie, sowie eingeschränkt auch der k.u.k. Trabantenleibgarde. Die Hauptaufgabe der Leibgardereitereskadron war der Ordonnanz- und Kurierdienst.

### Garde des österreichischen Bundesheers

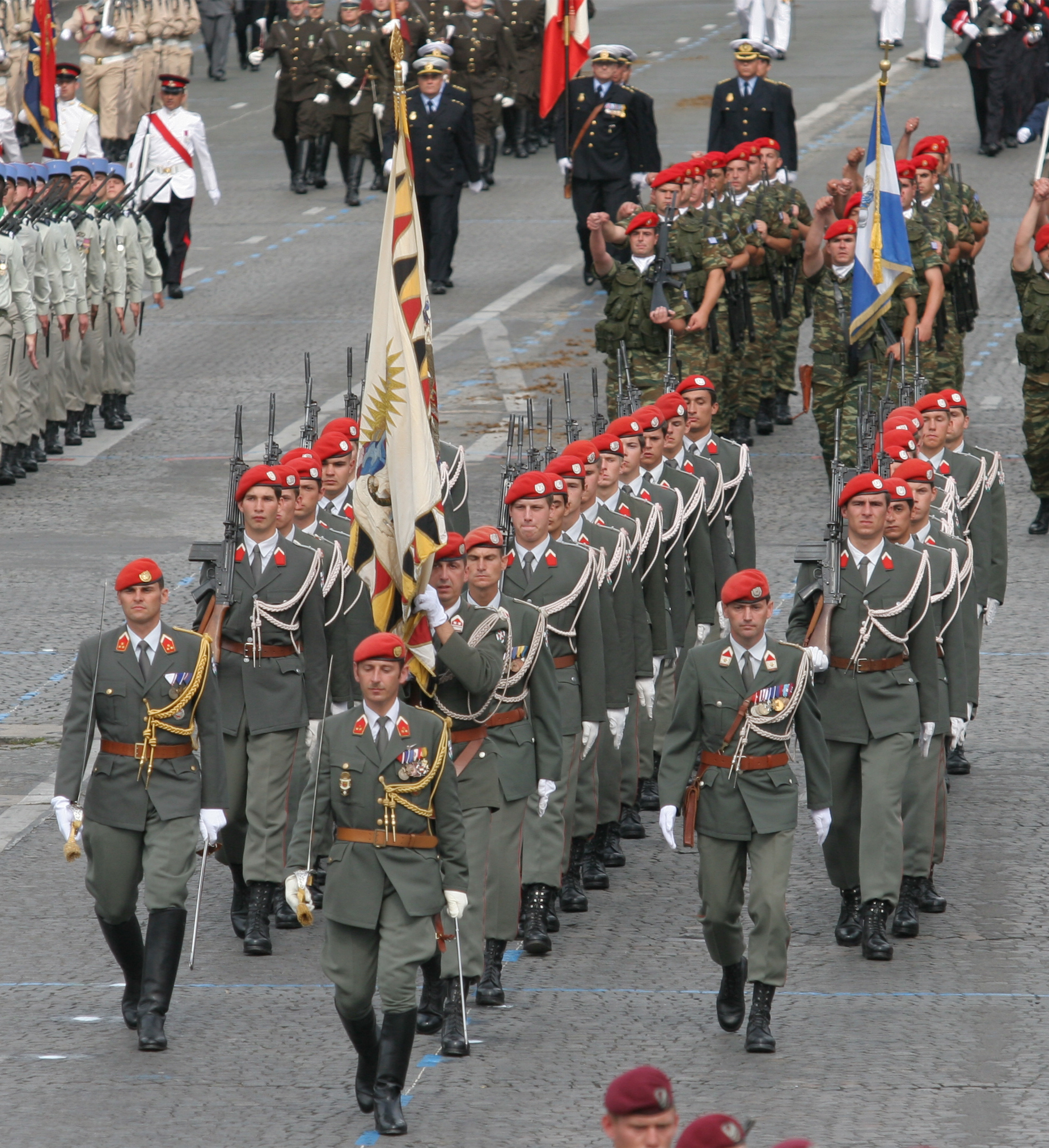
Österreichische Gardekompanie bei der Parade zum 14. Juli auf den Champs-Elysées

Im österreichischen Bundesheer ist die Garde ein eigener Truppenkörper, der ausschließlich in der Maria-Theresien-Kaserne in Wien stationiert ist und sowohl für Repräsentationsaufgaben als auch als infanteristische Kampftruppe zum Schutz des österreichischen Bundespräsidenten und der Bundesregierung Verwendung findet. Die Garde besteht aus der 1. bis 5. Gardekompanie, ihrer Stabskompanie und der Gardemusik und hat trotz ihrer Bataillonsgröße Regimentsstatus.
Von den fünf Kompanien sind maximal zwei als Ehrenkompanien aktiv und übernehmen die militärischen Repräsentationsaufgaben für den Bundespräsidenten beziehungsweise die Bundesregierung (Akkreditierungen, Ehrenbegräbnisse und Empfänge mit militärischen Ehren). Ihre besondere Tradition zeigt die Garde auch nach außen. Ihre Uniform ist im Bundesheer einzigartig und gekennzeichnet durch den scharlachroten Kragenspiegel, die „Gardeschnur“ zur Ausgangsuniform und das scharlachrote Barett. Außerhalb der Repräsentationsaufgaben wird statt des Sturmgewehrs 58 mit Holzschaft das aktuelle Standardgewehr Steyr AUG verwendet.
Die Grundausbildung findet in Horn und Allentsteig statt. Zur Ausbildung gehören neben einer umfassenden infanteristischen Ausbildung das intensive Einüben von Gewehrgriffen und des Paradeschritts. Die Rekruten einiger Einrückungstermine erlernen neben den Standard-Exerziergriffen und dem Paradegriff (Dominoeffekt) auch zusätzliche, besonders effektvolle Griffe, um an Showvorführungen teilzunehmen. Besonders bekannt hierfür ist die 1. Gardekompanie mit ihrem Austrian Drillteam.

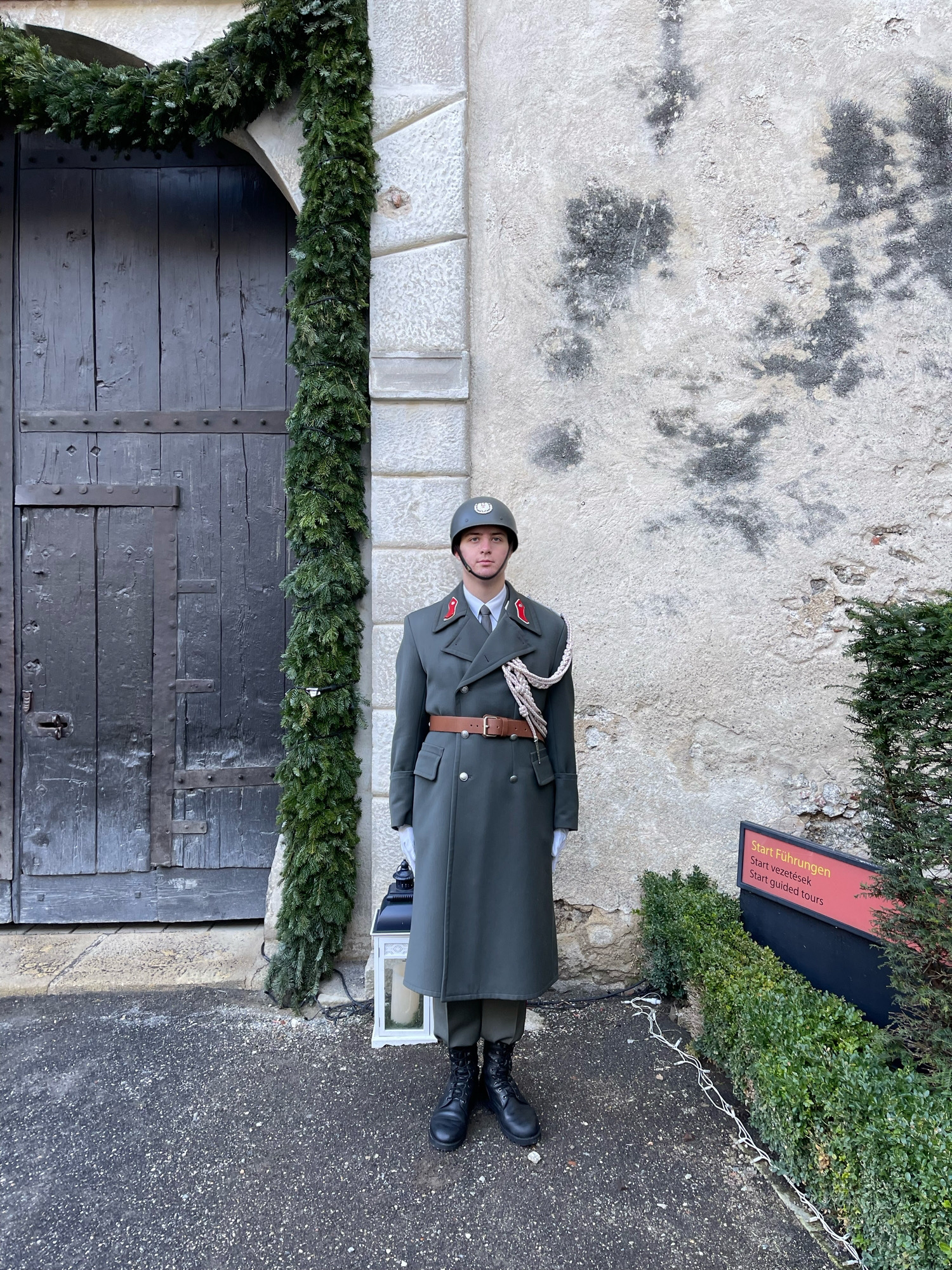
Ein Ehrengardist des österreichischen Bundesheeres mit Winter-Paradeadjustierung (Mantel) und Helm für Ehrenbegräbnisse.

## Dänemark
Den Kongelige Livgarde (dt.: Die Königliche Leibgarde) und Gardehusarregimentet sind Regimenter der Dänischen Armee. Die Verbände dient sowohl als reguläre Kampftruppenen als auch zu öffentlichen Anlässen als Garde des dänischen Königshauses.

## Elfenbeinküste
Die Republikanische Garde (Französisch: Garde Républicaine) ist eine circa 2.500 Mann starke ivorische Eliteeinheit und Teil der Forces de défense et de sécurité (FDS). Sie wird auch als Garde Présidentielle bezeichnet.

## Frankreich

### Garden des Königs von Frankreich
Die Garden des Königs von Frankreich umfassten rein zeremonielle Prunkgarden bis hin zu kampferprobten Feldregimentern der Infanterie und Kavallerie. Diese Haustruppen des Königs waren ein über Jahrhunderte gewachsenes Gebilde, das keineswegs zu allen Waffengattungen einen entsprechenden Eliteverband hatte. Sie rangierten außerhalb der Stammlisten der Linientruppen.
Die französische Garde du Corps wurde (nach den „Sargeants d'Arms“) 1440 geschaffen, nach der Französischen Revolution aufgelöst, 1815 erneut aufgestellt und dann 1830 wieder aufgelöst. Napoléon III. stellte die Centgardes auf.

### Kaisergarde

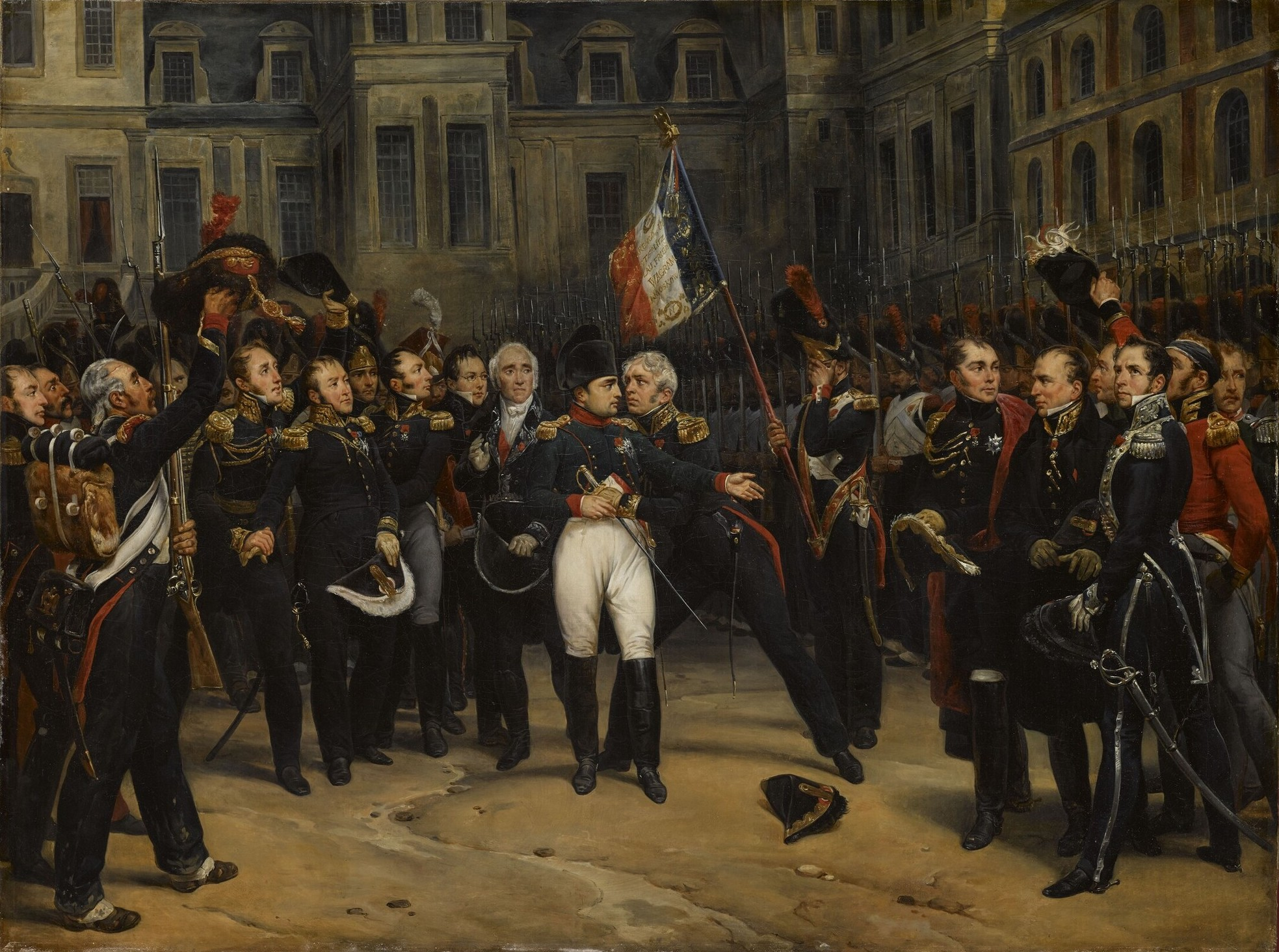
Napoléons Abschied von der Garde in Fontainebleau (1814)

In Frankreich war unter Kaiser Napoleon die Kaiserliche Garde eine Eliteabteilung der Grande Armée mit zeitweise mehr als 100.000 Mann. Die Garde des Kaiserreichs umfasste alle Waffengattungen der Zeit. Aufgeteilt war die Kaiserliche Garde in die Alte, Mittlere und Junge Garde. Nach besonderen Leistungen auf dem Schlachtfeld konnten einzelne Regimenter zu Garderegimentern erhoben oder innerhalb der Garde befördert werden. Napoleon nutzte die Garde in seinen Schlachten häufig als Reserve und setzte sie bevorzugt in schlachtentscheidenden Situationen ein. Insbesondere den Einsatz der Alten Garde zögerte er gerne so lange wie möglich hinaus.
1854 wurde Auguste Regnaud de Saint-Jean d’Angely mit der Bildung der neuen Kaisergarde Napoléon III. beauftragt. Diese nahm 1859 am Sardinischen Krieg teil.

### Garde Républicaine

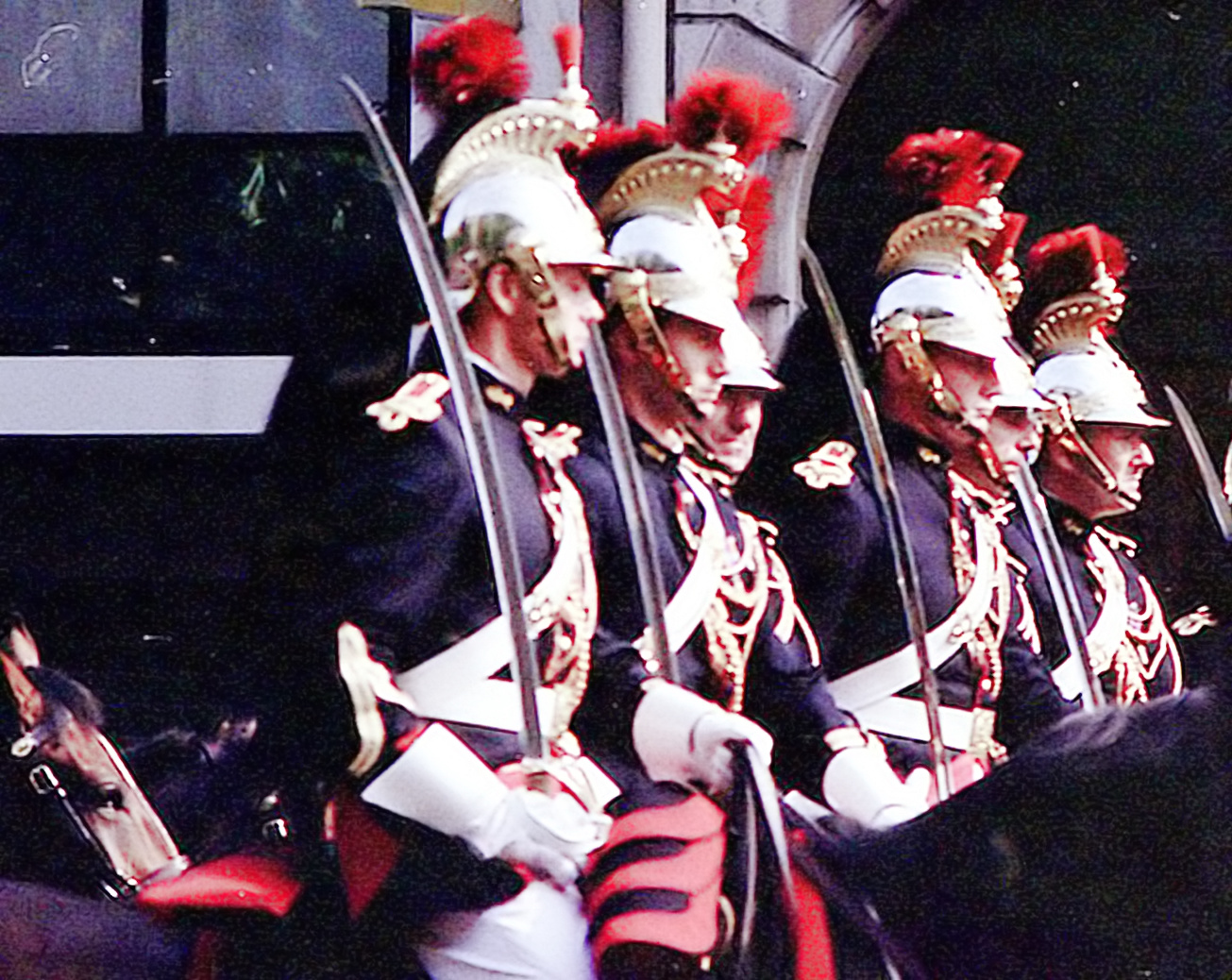
Garde Républicaine

Am 5. Mai 1848 wurde die Garde républicaine gegründet. Ihre Aufgabe war es, die Sicherheit in Paris aufrechtzuerhalten und Ehrendienste zu leisten. In der Dritten Republik, die bis 1940 währte, erhielt die Garde den Namen Garde Républicaine de Paris. Während des Deutsch-Französischen Krieges von 1870/71 und der Pariser Kommune 1871 erlitt die Garde einige Verluste bei Kämpfen. Im Zweiten Weltkrieg folgte ein Teil der Garde der französischen Regierung nach Vichy zum Schutz des Vichy-Regimes; der andere Teil verblieb in Paris. 1978 gab Staatspräsident Giscard d’Estaing der Garde ihren noch heute gültigen Namen und übertrug die Polizeiaufgaben der Police nationale. Die Garde Républicaine' besteht aus zwei Infanterie-Regimentern und einem Kavallerie-Regiment. Zusätzlich gibt es noch ein Orchester. Le Régiment de cavalerie hat 500 Pferde und eine Mannschaftsstärke von 560 Soldaten. Zu den Aufgaben gehört die Begleitung des französischen Präsidenten und die Ehrenwache (zu Fuß) für Staatsgäste. Das Regiment führt auch historisierende Shows vor Publikum auf.

## Griechenland
Als Evzone (Singular – Plural Evzonen, griechisch Εύζωνες Evzones, deutsch ‚Wohlgegürtete‘ im Sinne von Leichtbewaffnete) wurden die Soldaten der ehemaligen königlich-griechischen Leibgarde bezeichnet. Der amtliche Name des Eliteregiments lautet seit 1974 Präsidialgarde (Προεδρική Φρουρά Proedrikí Frurá).

## Italien

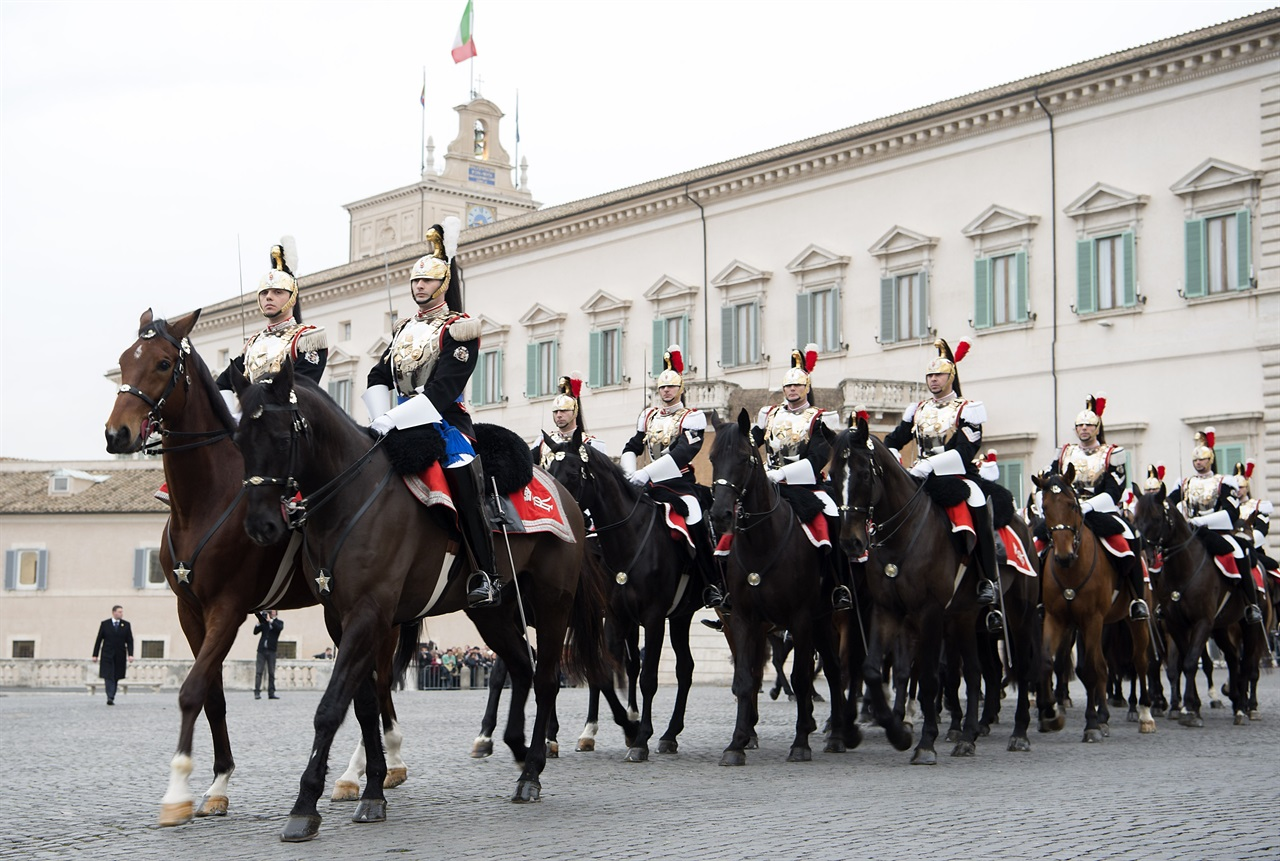
Wachablösung des Reggimento Corazzieri vor dem Quirinalspalast

Im Königreich Italien hatten die Könige aus dem Haus Savoyen mehrere Jahrhunderte alte Haustruppen, deren Aufgaben zwischen 1868 und 1870 vollständig von einer Sondereinheit der Carabinieri übernommen wurden. Dabei handelte es sich um eine Leibgarde mit der lange Zeit nur inoffiziellen Bezeichnung Corazzieri (Kürassiere). Nach Abschaffung der Monarchie wurden die Corazzieri 1946 von der Republik als Leibgarde des italienischen Staatspräsidenten übernommen. Seit 1992 trägt diese Leibgarde offiziell die Bezeichnung Reggimento Corazzieri oder „Kürassier-Regiment“ der Carabinieri (wobei die Personalstärke 300 Mann nicht übersteigt). Bis heute versehen die Corazzieri ihren Dienst im Quirinalspalast in Rom, dem Amtssitz des Staatspräsidenten, oder begleiten ihn auf Dienstreisen in Italien. In seltenen Fällen sind sie in Uniform bei besonderen Zeremonien auch im Ausland zu sehen.
Die Granatieri di Sardegna sind eine Gardegrenadiertruppe des italienischen Heeres, die in und um Rom stationiert ist und regelmäßig zu Repräsentanzaufgaben herangezogen wird, insbesondere bei Besuchen ausländischer Staats- und Regierungschefs. Daneben werden die Granatieri di Sardegna als reguläre mechanisierte Infanterie eingesetzt. Die Soldaten dieser Truppe tragen Grenadiermützen zur Paradeuniform. Es handelt sich um keine Elitetruppe mehr.

## Japan
Die japanische Kaiserliche Garde (jap. 近衛師団, Konoe shidan, „Kaiserliche Gardedivision“) beschützte die japanische kaiserliche Familie und deren Besitztümer. Die Garde war auch eine Einheit in der Kaiserlich Japanischen Armee, die nach dem Zweiten Weltkrieg aufgelöst wurde. Eine ähnliche Institution wurde 1947 als Teil der japanischen Polizei wieder gegründet.

## Kanada
Auch Kanada verfügt über Gardeeinheiten. Die Governor General’s Horse Guards sind neben den Canadian Grenadier Guards und den Governor General’s Foot Guards das dritte Household-Regiment des kanadischen Generalgouverneurs und damit auch des britischen Königs Charles III. in seiner Funktion als kanadischem Monarch.

## Norwegen
Die Garde Seiner Majestät des Königs ist ein aus sechs Kompanien bestehendes Bataillon des norwegischen Heeres, das als Leibgarde des norwegischen Königshauses dient. Darüber hinaus ist sie für die Bewachung der königlichen Residenzen (Königsschloss, Skaugum und Festung Akershus) verantwortlich.

## Osmanisches Reich
Die Janitscharen waren im Osmanischen Reich eine Elitetruppen der Infanterie. Sie stellten auch die Leibwache des Sultans und erreichten oft höchste Positionen im osmanischen Staatswesen. Die Truppen haben ihren Ursprung im 14. Jahrhundert und wurden 1826 aufgelöst.

## Russland/Sowjetunion
Die von Zar Peter I. ab 1690 geschaffenen Gardeeinheiten der Kaiserlichen russischen Armee wurden nach der Oktoberrevolution 1918 aufgelöst, so gab es in der durch die bolschewistischen Regierung neu organisierten Roten Armee ursprünglich keine Garde.
Nach Beginn des Großen Vaterländischen Krieges führte die sowjetische Führung zur Stärkung der Truppenmoral nach den schweren Niederlagen neue Gardetruppen ein. Die ersten vier Schützendivisionen wurden für ihren Einsatz bei den schweren Verteidigungskämpfen um Smolensk am 18. September 1941 zu Garden befördert. Die Gardetruppen der Roten Armee wurden als Elite betrachtet, sie erhielten im Allgemeinen mehr Nachschub an Material und Soldaten und das Personal wurde besser besoldet. Manchmal erhielten Land- und Luftgarden gegenüber ihrem Sollbestand einen Überschuss an Ausrüstung. Im Laufe des Krieges nahm die Anzahl der Gardeeinheiten zu, aber nur ein Teil von ihnen wurde auf Grund ihrer Leistungen von normalen Verbänden zu solchen ernannt. Einheiten, die mit kampfstarken Waffen wie den Katjuscha-Raketenwerfern, schweren IS-2-Panzern oder schweren Sturmgeschützen ISU-152 ausgerüstet waren, erhielten Garderänge sogar bereits bei der Aufstellung. Einheiten der Roten Armee konnten den Status einer Gardeeinheit nur in Kriegszeiten erwerben.
Nach Auflösung der Sowjetunion führen die Russischen Streitkräfte weiterhin einige Garden, aber sie alle sind sowjetischen Ursprungs. Auf Anordnung des damaligen Präsidenten Wladimir Putins wird seit dem Jahr 2000 in Erinnerung an die Verdienste dieser Elitetruppen im Zweiten Weltkrieg jährlich der 2. September als Tag der Russischen Garde begangen.

## Schweden

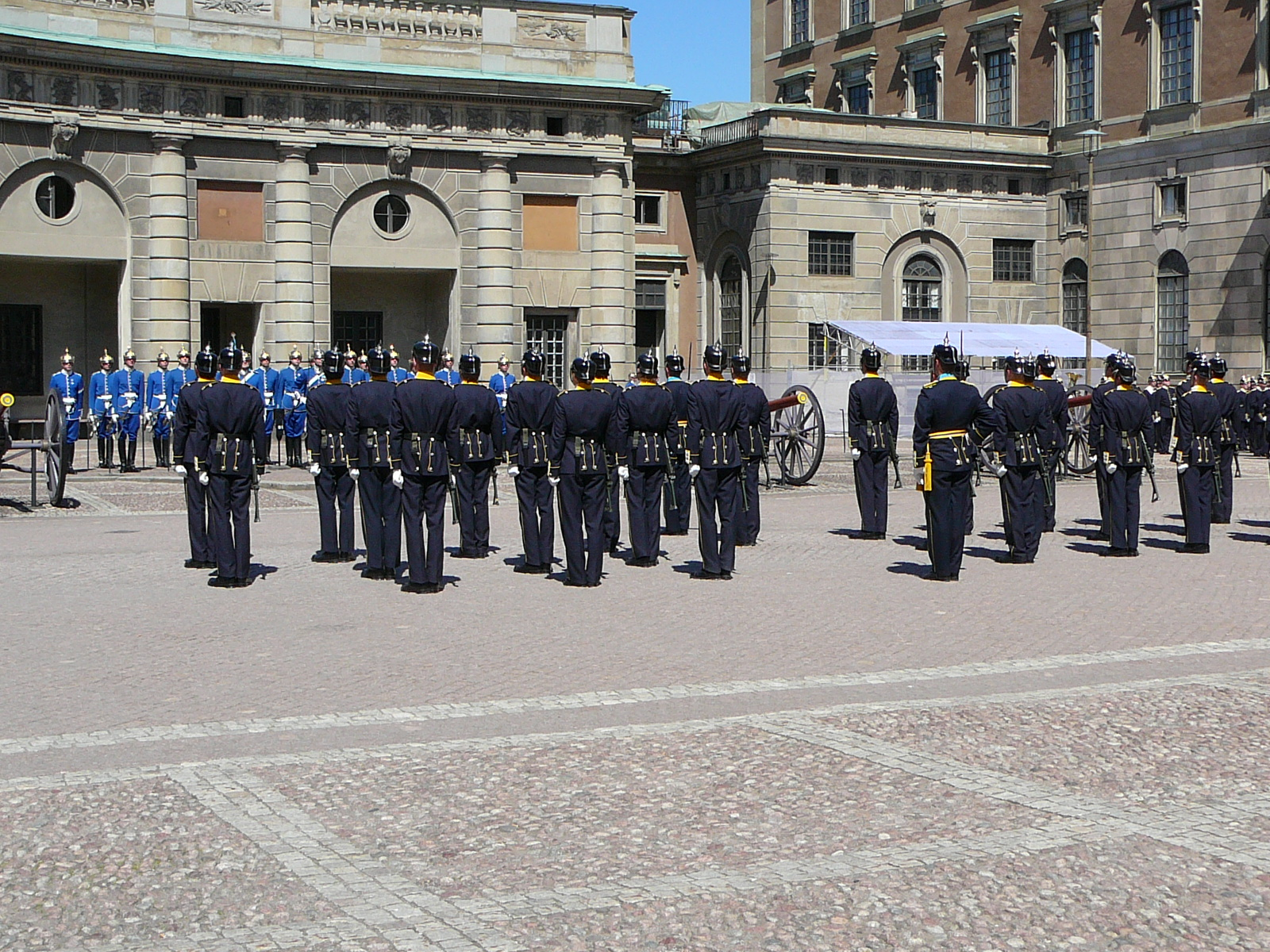
Wachablösung der schwedischen Garde vor dem Stockholmer Schloss

Die Livgarde (bzw. mit suffigiertem Artikel Livgardet, deutsch: Leibgarde) ist ein aus Infanterie und Kavallerie bestehendes Regiment der schwedischen Armee, das in Kungsängen in der Gemeinde Upplands-Bro sowie in Stockholm in Garnison liegt. In Friedenszeiten verrichtet deren Livbataljon den Leib- und Objektschutz gegenüber dem schwedischen Königshaus. Die Livgarde wurde im Jahr 2000 durch die Verschmelzung der bereits 1521 als Leibwache für Gustav Wasa aufgestellten Svea Livgarde mit der Livgardesbrigaden und dem Verband der Livgardets Dragoner gebildet.

## Spanien

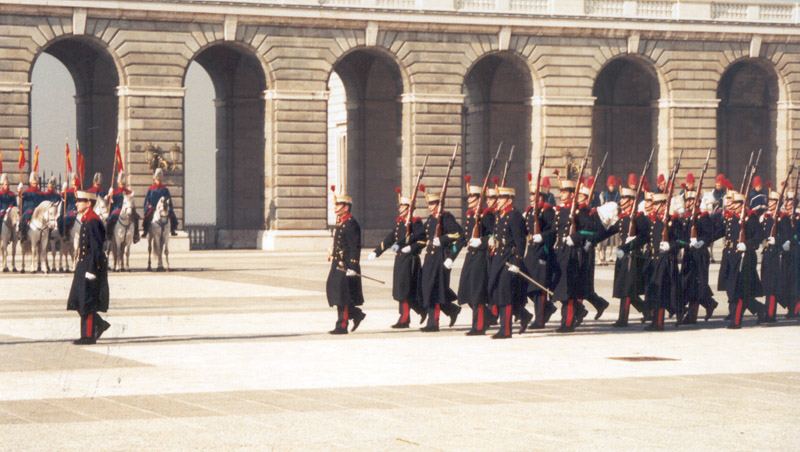
Wachablösung im Palacio Real

Die Guardia Real ist eine unabhängige Einheit, die dem Schutz des Königs von Spanien und seiner Familie dient. Sie besteht in immer wieder veränderter Form seit dem Mittelalter, wurde allerdings 1931 von der Zweiten Republik abgeschafft. Bereits nach Ende des Spanischen Bürgerkriegs wurde sie von Franco als Casa Militar de su Excelencia el Generalísimo y Jefe del Estado wiedereingeführt. Sie war der direkte Vorgänger der heutigen Guardia Real. Sie dient auch dem Schutz ausländischer Staatsoberhäupter und von Gebäuden, wie dem Palacio Real in Madrid, dem Palacio de la Zarzuela, dem Palacio El Pardo und anderen.

## USA

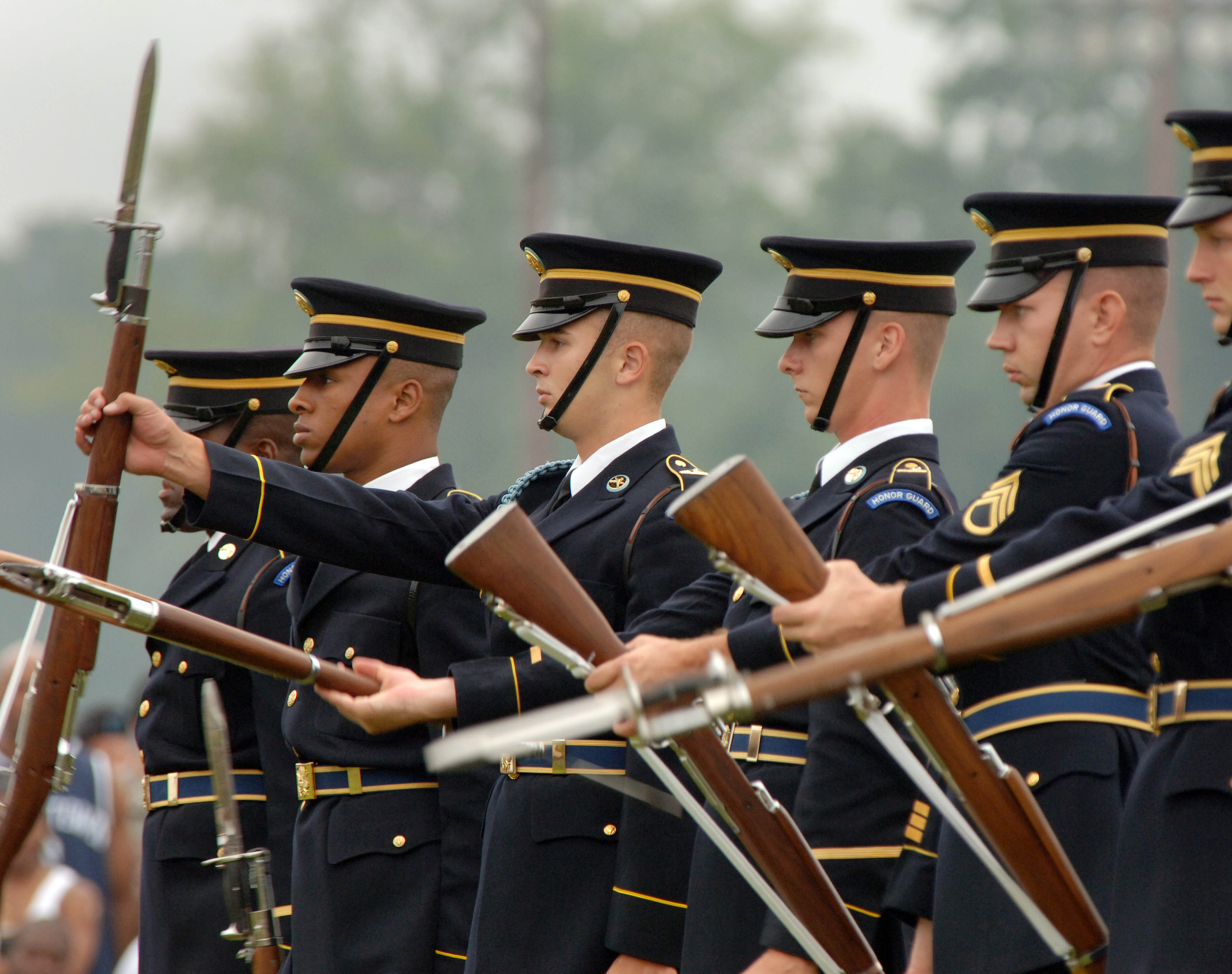
Das Drillteam des 3. US-Infanterie-Regiments

In den Vereinigten Staaten von Amerika existieren keine Gardeeinheiten im eigentlichen Sinn. Allerdings übernimmt das 1. Bataillon des 3. Infanterie-Regiments die zeremoniellen Aufgaben für den US-Präsidenten (offizielle Bezeichnung: Escort to the President) und nimmt damit eine gardeähnliche Funktion ein. Die Einheit ist das älteste Regiment der USA (Gründungsjahr 1784) und trägt den inoffiziellen Namen „The Old Guard“ (dt.: „Die alte Garde“). Bei Einsätzen zu besonderen Anlässen (wie z. B. einem Staatsbesuch) tragen die Soldaten gelegentlich auch historische Uniformen aus der Zeit des Unabhängigkeitskrieges. Das 3. Infanterie-Regiment stellt auch die Ehrenwache am Grab des unbekannten Soldaten auf dem Nationalfriedhof Arlington in Washington, D.C.

## Vatikan

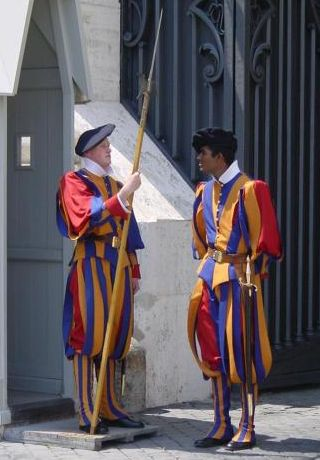
Angehörige der päpstlichen Schweizergarde

Seit 1970, als Papst Paul VI. die Nobelgarde und die Palatingarde auflöste sowie der Gendarmerie klassische Polizeiaufgaben zuwies, ist die Schweizergarde die letzte der vormals vier päpstlichen Garden. Ab 1300 gab es an fast allen europäischen Höfen Schweizergarden. Die Schweizergarde im Vatikan beschützt seit 1506 als Leibgarde den Papst. Während der Plünderung Roms am 6. Mai 1527 starben mehr als drei Viertel der Truppe gemeinsam mit ihrem Kommandanten Kaspar Röist bei der Deckung des Rückzugs von Papst Clemens VII. in die Engelsburg. Heute sichert die Schweizergarde den apostolischen Palast, die Zugänge zur Vatikanstadt, den Eingang der Sommerresidenz des Papstes Castel Gandolfo und ist für die persönliche Sicherheit des Papstes verantwortlich.

## Vereinigtes Königreich
Die King's or Queen's Body Guard of the Yeomen of the Guard war eine der ersten Leibwachen des britischen Monarchen. Sie wurden 1485 von Heinrich VII. vor der Schlacht von Bosworth Field gegründet und kämpften in den folgenden Jahrhunderten stets als Leibwache. Zuletzt nahmen sie 1743 an der Schlacht bei Dettingen teil. In der Folgezeit wandelten sich die Aufgaben der Yeomen of the Guard mehr und mehr von einer echten Leibwache zu einer Einheit mit zeremoniellen Aufgaben.
Im Vereinigten Königreich werden heute alle Gardetruppen in der Household Division zusammengefasst. Diese umfasst die:
- Household Cavalry (Life Guards und Blues and Royals)
- Foot Guards (Grenadier Guards, Coldstream Guards, Scots Guards, Irish Guards und Welsh Guards)

Die Regimenter nehmen regelmäßig an vielen wichtigen protokollarischen Ereignissen in Großbritannien teil, z. B. an Trooping the Colour. Aber sie tun auch ihren Dienst als normale Kampfverbände. So fungiert die Household Cavalry als gepanzerte Aufklärungseinheit.